# Patricia Cornwell
Patricia Cornwell (n. 9 iunie 1956, Miami, Florida, SUA) este o scriitoare americană, prin a cărei romane au devenit populare personajele fictive: Kay Scarpetta, Trios Judy Hammer, Andrew Brazil și Virginia West.

## Seria romanelor de ficțiune cu

### Kay Scarpetta
- Postmortem (1990) ISBN 0-684-19141-5
- Body of Evidence (1991) ISBN 0-684-19240-3
- All That Remains (1992) ISBN 0-684-19395-7
- Cruel and Unusual (1993) ISBN 0-684-19530-5
- The Body Farm (1994) ISBN 0-684-19597-6
- From Potter's Field (1995) ISBN 0-684-19598-4
- Cause of Death (1996) ISBN 0-399-14146-4
- Unnatural Exposure (1997) ISBN 0-399-14285-1
- Point of Origin (1998) ISBN 0-399-14394-7
- Black Notice (1999) ISBN 0-399-14508-7
- The Last Precinct (2000) ISBN 0-399-14625-3
- Blow Fly (2003) ISBN 0-399-15089-7
- Trace (2004) ISBN 0-399-15219-9
- Predator (2005) ISBN 0-399-15283-0
- Book of the Dead (2007) ISBN 0-399-15393-4
- Scarpetta (2008) ISBN 0-316-73314-8
- The Scarpetta Factor (2009) ISBN 0-399-15639-9
- Port Mortuary (2010)
- Red Mist (2011)
- The Bone Bed (2012)
- Dust (2013)
- Flesh And Blood (2014)
- Depraved Heart (2015)
- Chaos (2016)

### Andy Brazil/Judy Hammer
- Hornet's Nest (1997) ISBN 0-399-14228-2
- Southern Cross (1999) ISBN 0-399-14465-X
- Isle of Dogs (2001) ISBN 0-399-14739-X

### At Risk / Win Garano
- At Risk (2006) ISBN 0-399-15362-4 (originally a serialization for The New York Times)
- The Front (2008) ISBN 0-399-15418-3

## Legături externe
- Offizielle Homepage der Autorin (engl.)
- Inoffizielle deutsche Fanpage
- Was uns von unserem Fleisch unterscheidet - FAZ Rezension über Kay Scarpetta als zeitgemäße Figur der Kriminalliteratur
- de Patricia Cornwell în Catalogul Bibliotecii Naționale a Germaniei (Informații despre Patricia Cornwell • PICA • Căutare pe site-ul Apper)
- Webseite über Marcella Fierro (engl.) Arhivat în 27 septembrie 2006, la Wayback Machine.
- Patricia Cornwell über ihre Romanfiguren Lucy und Scarpetta und über andere Themen Arhivat în 20 iulie 2008, la Wayback Machine. (necesar Real Player )
- "Tough on crime" Interview with Patricia Cornwell - The Observer, 19. Oktober 2003 (engl.)